# Escudo de Arenas del Rey
El ayuntamiento de Arenas del Rey, en la provincia de Granada, consciente del valor que suponen los símbolos territoriales para delimitar, vincular e identificar a la comunidad que representan, ha estimado oportuno adoptar su escudo y bandera municipal, con el fin de perpetuar los hechos más relevantes y peculiares de su historia.
Según la información que figura en el expediente, la propuesta de escudo resume simbólicamente la historia de este pueblo. En su parte alta aparece un globo terráqueo con dos manos entrelazadas, coronado con un ave fénix, que recuerda la solidaridad recibida por Arenas del Rey cuando fue asolada por un terremoto ocurrido en 1884, todo ello sobrepuesto sobre un fondo gris- plata que representa la abundancia de agua.
- Datos: Q5837866